# Ytre Hvaler nationalpark
Nationalparken Ytre Hvaler ligger vid Norges södra kustlinje. Parken som täcker en yta på 354 km², varav 340 km² är hav, öppnades 2009.
Ytre Hvaler ligger i Østfold fylke i kommunerna Fredrikstad och Hvaler. Den västra gränsen bildas av en linje mellan öarna Kirkeøy och Vesterøy. I norr sträcker sig gränsen mellan öarna Struten och Søster. I syd ansluter Ytre Hvaler till den svenska nationalparken Kosterhavet. Nationalparkens landareal utgörs helt av öar.
Området kännetecknas av större variationer i havet grund, bland annat vid mynningen av floden Glomma. Nära ön Tisler upptäcktes 2002 ett 1,2 km lång korallrev. Ytterligare mindre rev finns i andra delar av nationalparken.